# Belgisches Bier

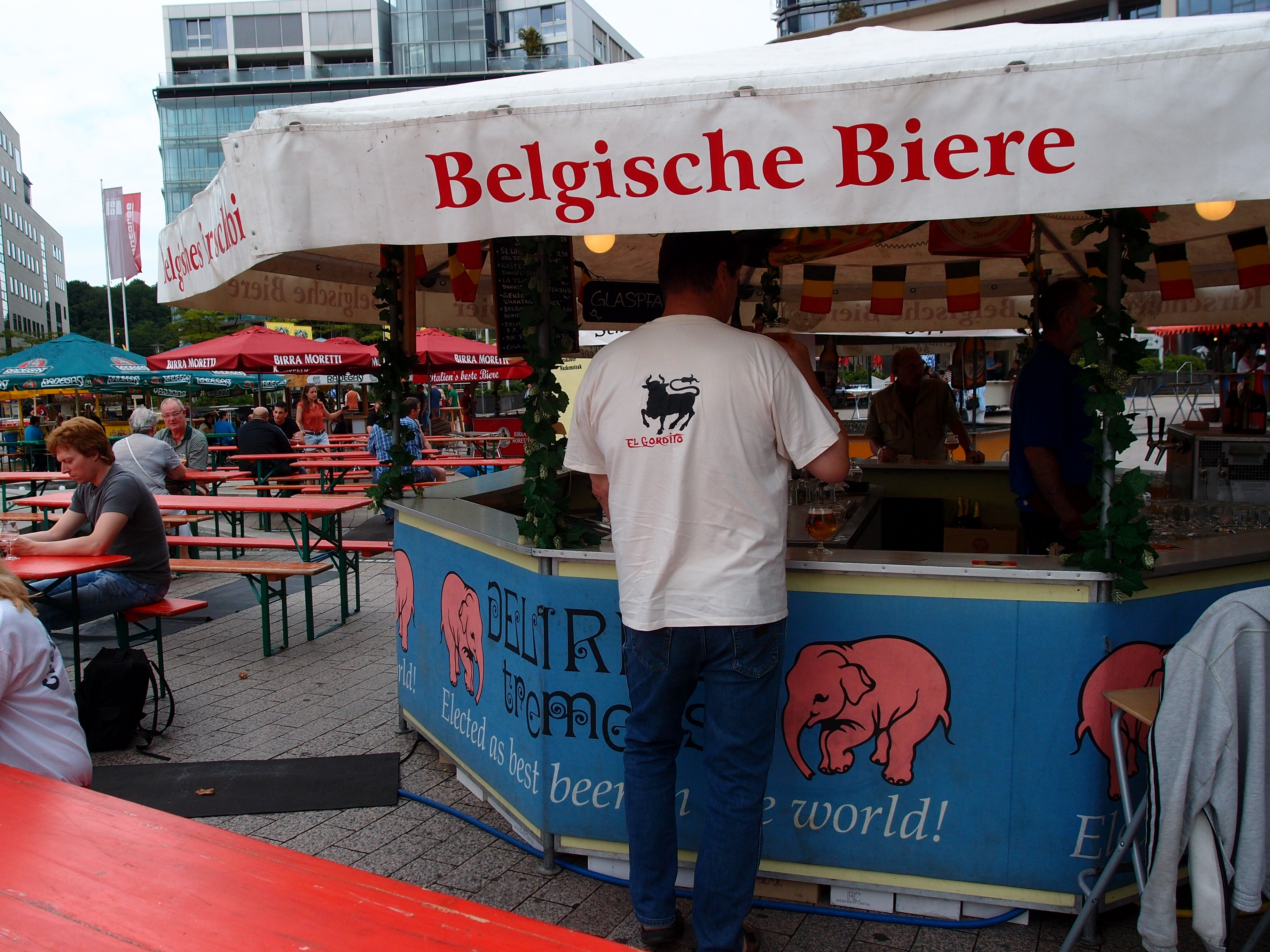
Belgische Biere auf der 14. Kölner Bierbörse (2012)

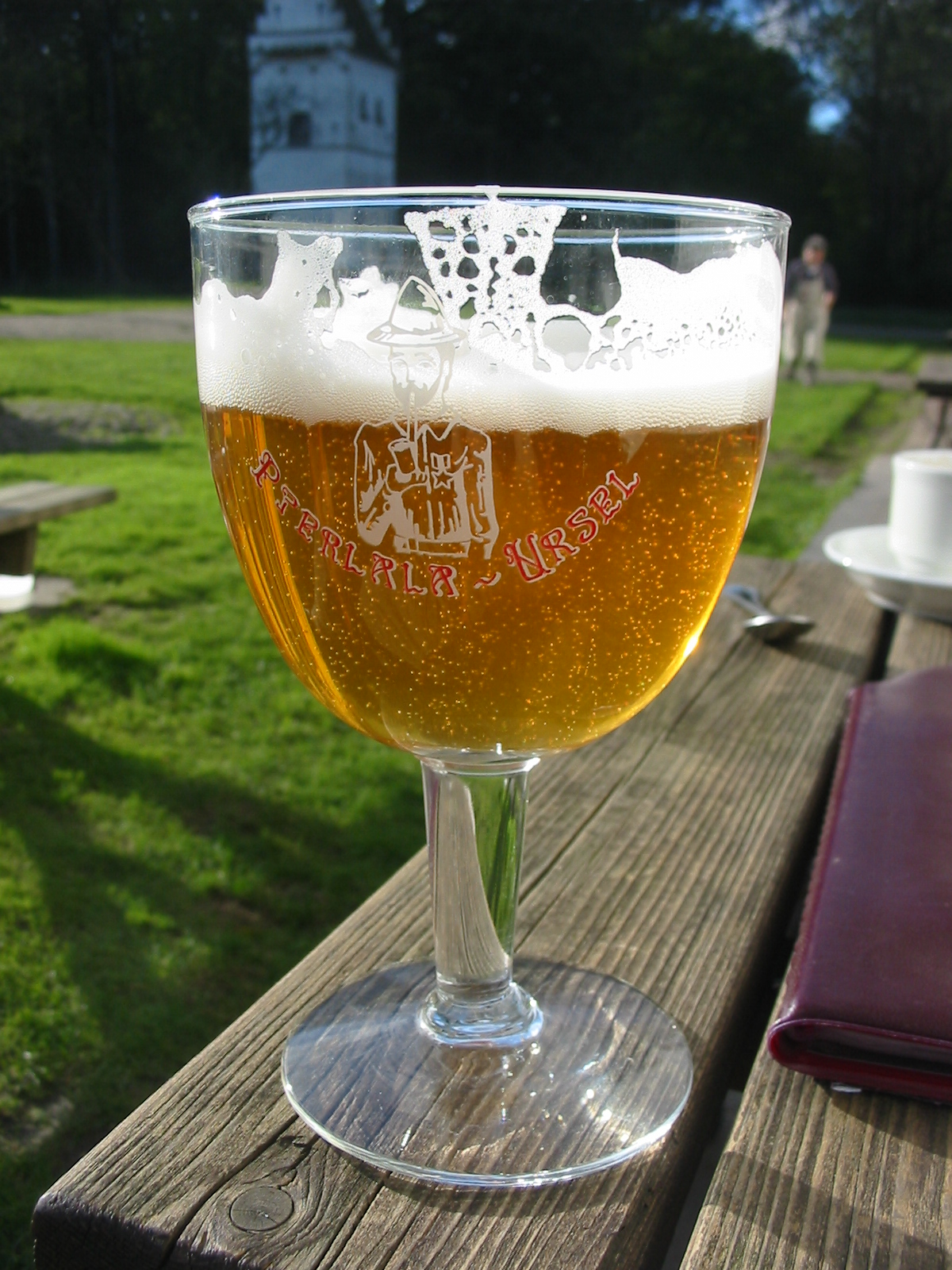
Pierlala-Bier aus Belgien

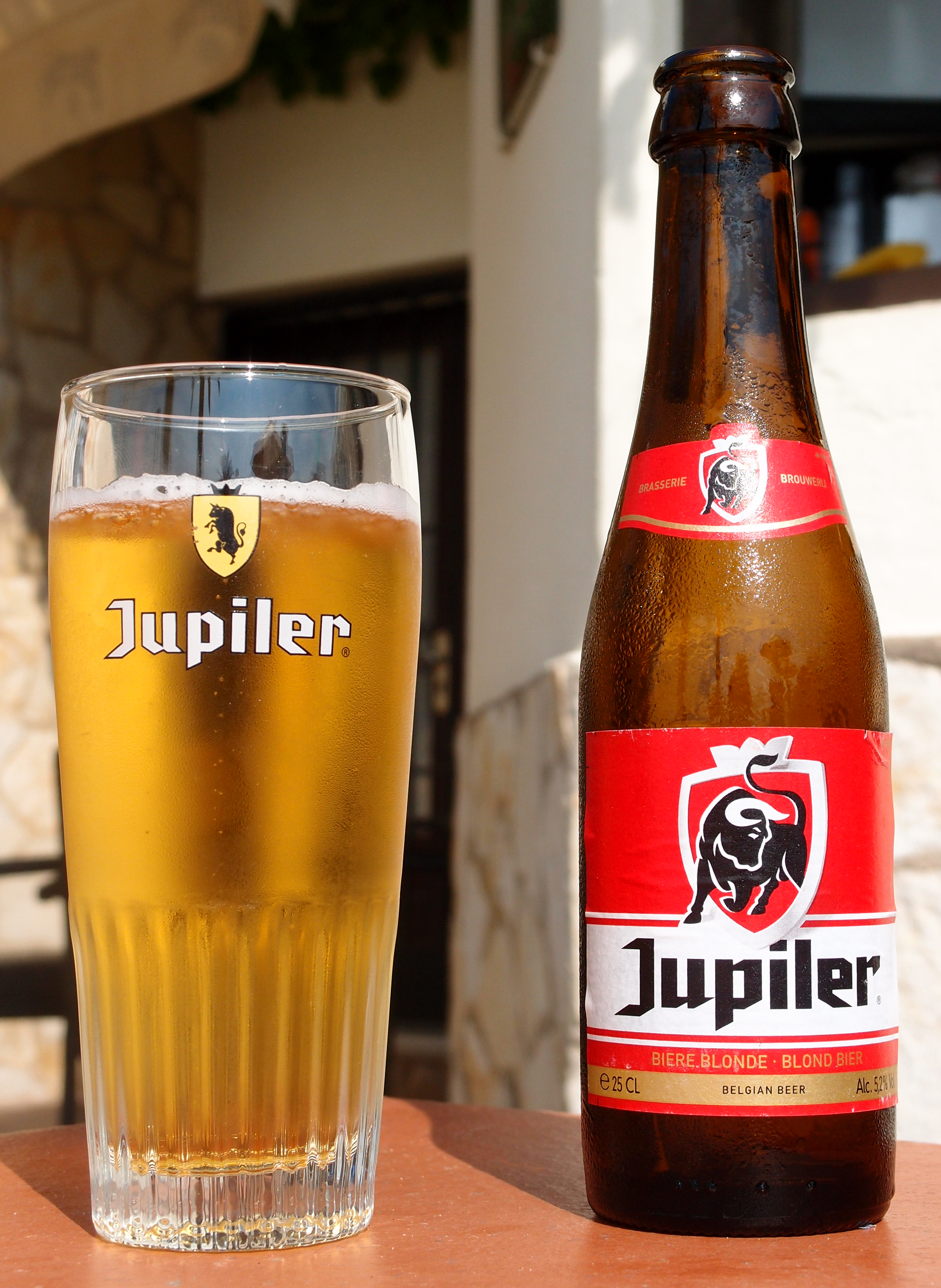
Meistverkaufte Jupiler im (alten) Originalglas in Belgien

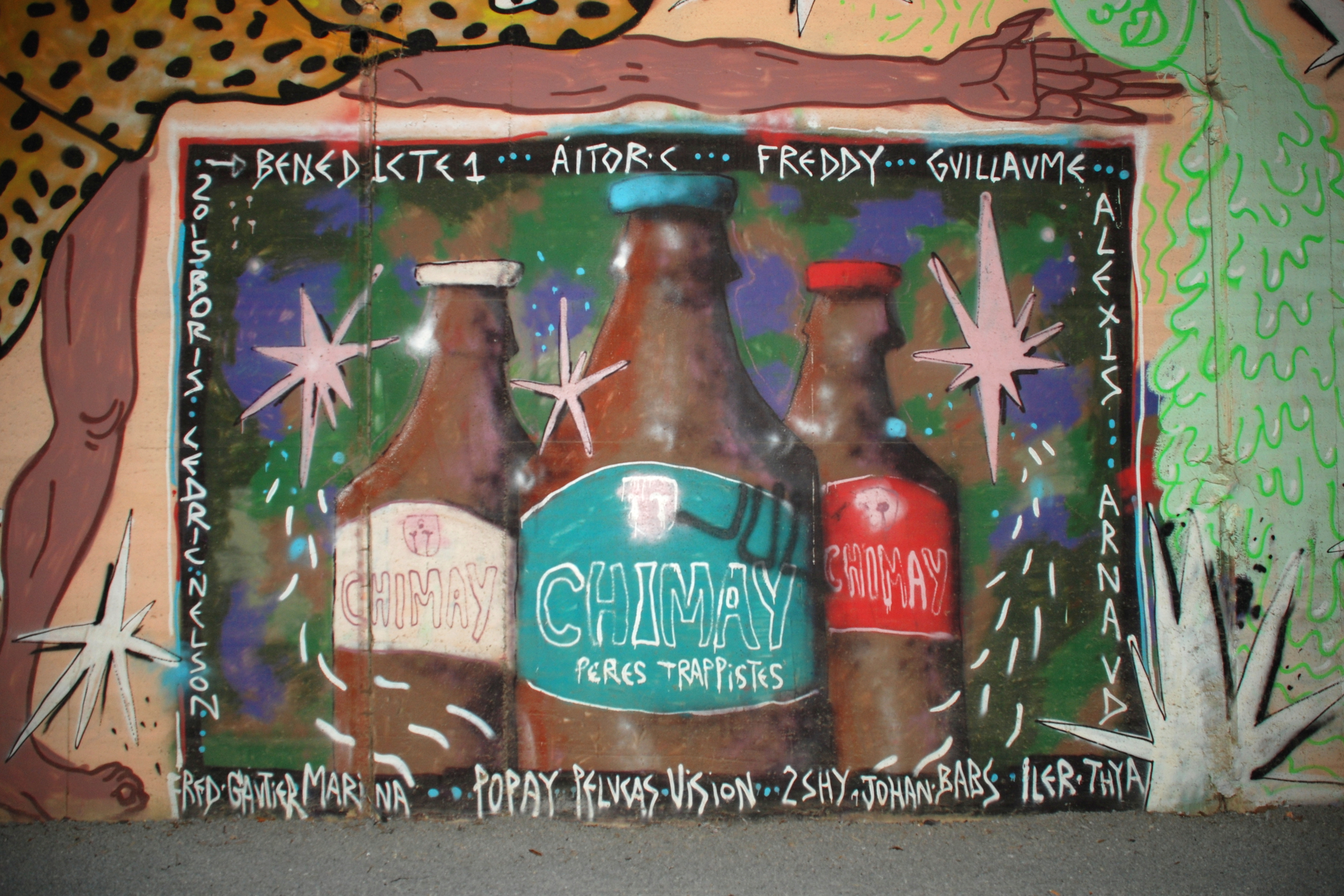
Flaschen von Chimay auf einem Wandgemälde des Bahnhofs von Louvain-la-Neuve

Belgisches Bier (niederländisch Belgisch bier, französisch Bière belge) gehört zu den sortenreichsten der Welt. Die Ursprünge des belgischen Bierbrauens gehen auf die Zeit vor dem Mittelalter zurück. 
Entscheidenden Einfluss auf die weitere Entwicklung der Sortenvielfalt hatte das belgische „Vandervelde-Gesetz“ von 1919, das den Verkauf von Spirituosen in Bars verbot, und damit eine Nachfrage nach Bier mit einem höheren Alkoholgehalt erzeugte. Das Vandervelde-Gesetz wurde erst 1983 aufgehoben.
Die besondere Bedeutung von belgischem Bier wird auch von Bierexperten wie Michael Jackson hervorgehoben. Obwohl die Bierproduktion in Belgien heute von ABInBev, der größten Brauereigruppe der Welt, und Heineken bestimmt wird, gibt es etwa 280 weitere Brauereien im Land, die ungefähr 500 eigenständige Biere herstellen. Zusammen mit speziellen Bierarten und Handwerksbraukunst gibt es mehr als 1000 belgische Biervarianten. Sie zeichnen sich durch die Verwendung traditioneller Brau- und Ausbautechniken wie Spontangärung, Flaschengärung, Reifung in Holzfässern und Zugabe von Früchten und Kräutern aus. 
Im November 2016 wurde die Bierkultur in Belgien in die Liste des immateriellen Kulturerbes als UNESCO-Weltkulturerbe aufgenommen.
2022 wurden 25 Millionen Hektoliter Bier gebraut.

## Vertrieb und Verpackung

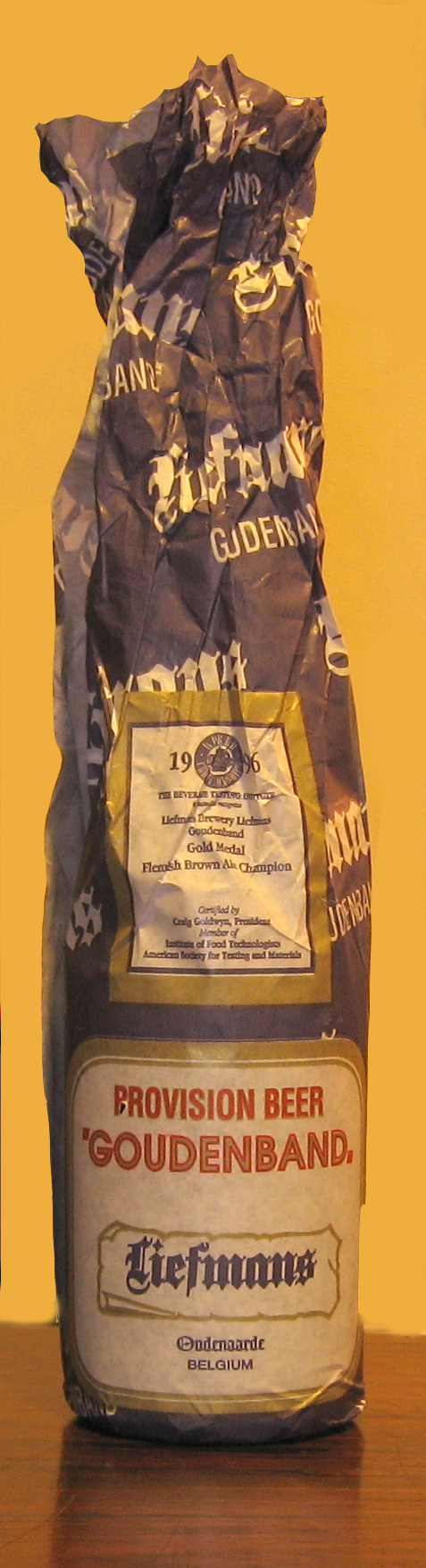
Liefmans Goudenband

### Fass- und Flaschenbiere
Die Mehrzahl der belgischen Biere wird nur in Flaschen verkauft, da sie im Gegensatz zu einem Pilsener Bier noch in der Flasche nachreifen und während einer Lagerzeit von zwei bis drei Jahren an Geschmacksnuancen gewinnen können. Hierbei ist jedoch auf eine Lagertemperatur von vier bis zehn Grad Celsius zu achten.
Die Flaschen sind braun oder dunkelgrün getönt, um negative Einflüsse des Lichts (Lichtgeschmack) auf das Getränk zu vermeiden und mit einem Korken, einem Metallkronenkorken oder manchmal beiden verschlossen. Einigen Bieren wird in der Flasche Hefe für einen zweiten Endgärungsprozess zugesetzt, beispielsweise bei den Trappistenbieren. Diese werden mit „flaschenvergoren“ etikettiert. Die wichtigsten Biermarken sind praktisch überall erhältlich, spezielle Getränkezentren bieten im ganzen Land eine breitere Auswahl von besonderen Sorten an.
Es gibt verschiedene Flaschengrößen: 250 ml, 330 ml, 375 ml, 750 ml und Vielfache von 750. Die 375 ml-Größe ist üblich für „Lambics“. Andere Biere werden allgemein in 250- oder 330-Format (je nach Marke) in Flaschen abgefüllt. Die größeren (750 ml) werden fast in jedem Nahrungsmittelgeschäft verkauft, aber die Auswahl ist häufig nicht sehr groß. Größere Formate werden mit der bei Champagner üblichen Terminologie bezeichnet, sind aber ziemlich selten.

### Ausschank und Gläser
Prinzipiell gibt es für jedes Bier ein individuelles Glas. Außer der Grundgestalt (Kelch) mit breiter Öffnung, geschwungenes Tulpenglas, schmales Pilsenerglas usw. wird jedes Glas mit einem Firmenzeichen oder Namen bedruckt. Die verschiedenen Grundformen sollen den Geschmack und das Aroma des jeweiligen Biers optimal transportieren. 
Besonderheit: Wer in belgischen Cafés einen „demi“ („Halbe“) bestellt, erhält ein 500 ml-Glas, frisch gezapft oder von 2 Flaschen zu 250 ml, wogegen in Frankreich demi ein 250 ml-Glas bedeutet.

### Bierkultur
Die Vielzahl belgischer Biere geht mit einer lebendigen Bierkultur in Tausenden von Bars, den sogenannten Cafés, einher, die eine breite Auswahl an Bieren anbieten. Dort wird jedes Bier mit seiner „idealen“ Temperatur, die normalerweise im Rahmen der Kellertemperatur bei 8–12 °C liegt, und im passenden Glas serviert.
Berühmte Biercafés in Belgien sind beispielsweise: „Bierzirkus“, „L’atelier“, „Moeder Lambic“, „Délirium Café“ und „À la Mort Subite“ in Brüssel; „de Kulminator“ und „Kats“ in Antwerpen, „De Garre“, „Duvelorium“ und „’t Brugs Beertje“ in Brügge, „Het Hemelrijk“ in Hasselt und „Het waterhuis aan de bierkant“, „Hopduvel“ und „Trappistenhuis“ in Gent.

## Bierarten

### Pilsner Bier
Obwohl Belgien international für seine einzigartigen obergärigen Biere am bekanntesten ist, ist es das allgemein bekannte untergärige helle Pilsener, das die Verbrauchslisten sowohl des Inlandsverbrauchs als auch der belgischen Bier-Exporte anführt. Die wohl bekannteste Marke ist international Stella Artois (von InBev), während in Belgien selbst Jupiler (ebenfalls InBev) zusammen mit Maes Pils und Haacht am populärsten sind. Daneben existieren noch Nischenprodukte wie das Strubbe Super Pils (5 Vol.-% Alkohol), das La Quenast (5 %) und das Pick-up-Pils (4,8 %).

### Obergärige Biere

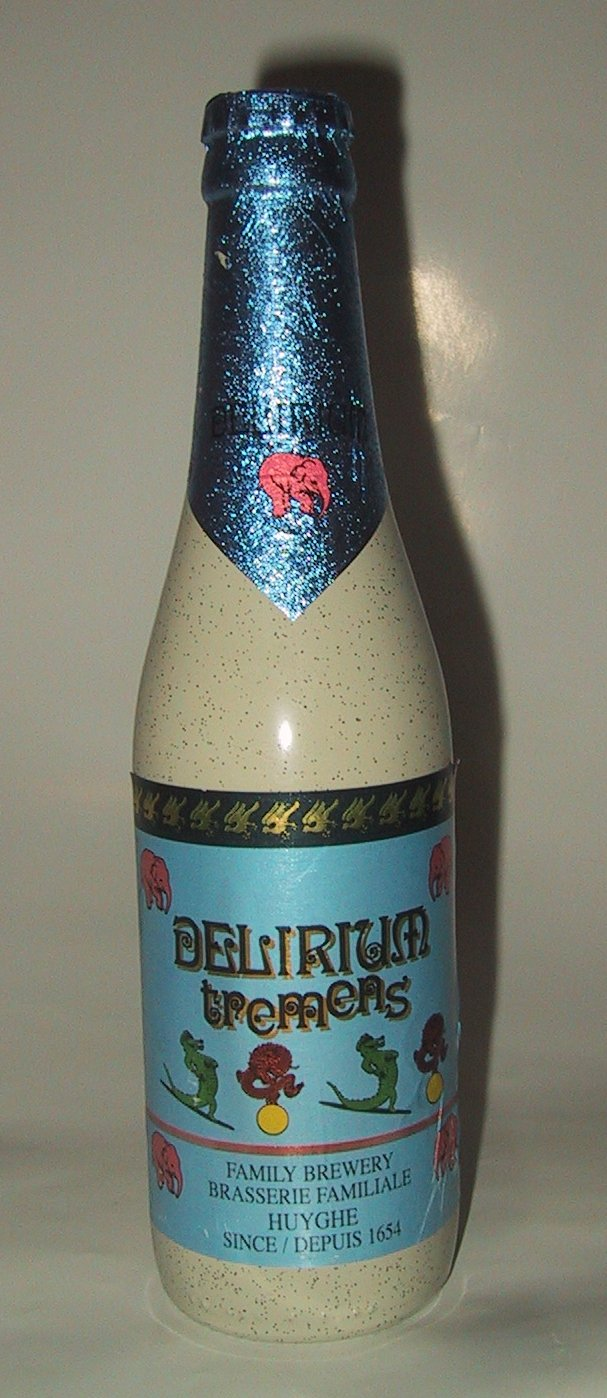
Delirium tremens

#### Starkes Bier „Blondes“
Helles Bier mit hohem Alkoholgehalt typisch >8 %. Duvel, Delirium tremens, Ciney Blonde und Brigand sind Vorbilder dieser Sorte.

#### Amber, belgisches Ale

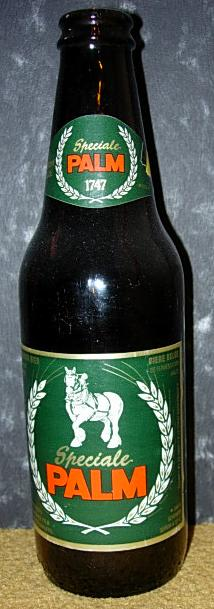
Palm Bier

Amberbiere sind eine Modifizierung des britischen obergärigen Pale Ale und wurden in der ersten Hälfte des zwanzigsten Jahrhunderts als Anpassung an den belgischen Geschmack entwickelt. Es entstand ein bernsteinfarbenes Bier mit leicht karamellartigem Geschmack. Der Marktführer ist Palm. Ein in Antwerpen bekanntes Bier wird von De Koninck hergestellt und in den typischen kugelförmigen Gläsern (niederländisch bollekes genannt) serviert. Weitere Biere dieser Kategorie sind Dikke Mathile, Twels Pilsner Speciaal und Vieux Temps.

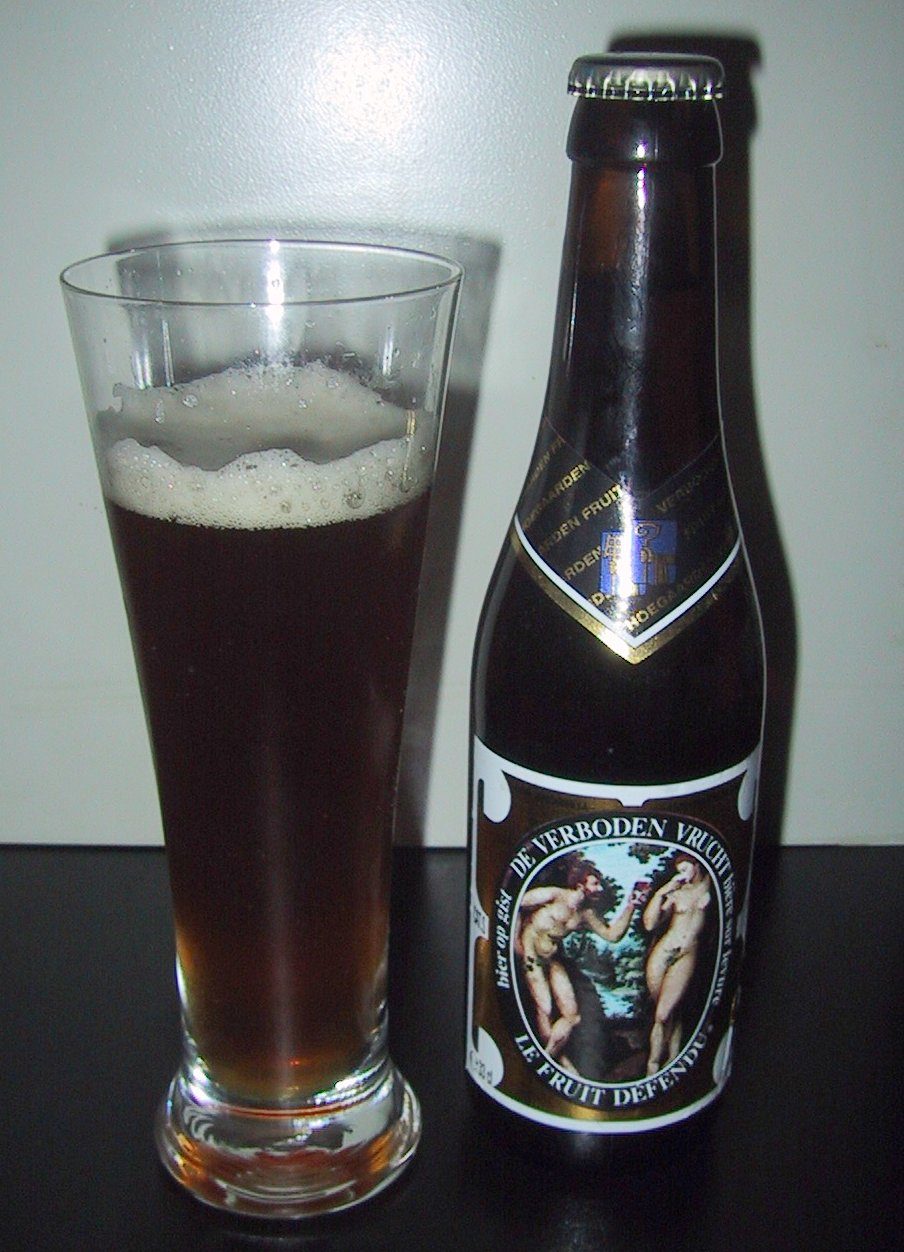
Hoegaarden – Verboden Vrucht

#### Dunkle Biere
Kwak, Ciney Brune, Hoegaarden Verbotene Frucht, Chimay Bleu, Rochefort 8

#### India Pale Ale (IPA) Typ
Wenige belgische Biere sind stark gebraute und gehopfte wie englische Bitter oder India Pale Ale. XX Bitter der Brauerei De Ranke's  und Hommelbier von der Brauerei Popering gehören zu dieser Kategorie. Manchmal wird auch das Trappistenbier Orval dieser Kategorie zugeordnet.

#### Bière de Champagne/Bière Brut
Sogenanntes Champagner-Bier ist eine relativ neue Biersorte. Die Biere reifen längere Zeit in Fässern. Dann werden sie in Flaschen abgefüllt und nach der Methode Champenoise gelagert. Beispiele sind Malheur Bière Brut und DeuS. Dieses Bier wird zunehmend auch in anderen Ländern hergestellt und als Premium-Bier insbesondere in der gehobenen Gastronomie beachtet.

#### Oud Bruin
Ein typisch flämisches kupferfarbenes bis dunkles Bier. Es wird wie Lambic aus verschiedenen Jahrgängen gemischt. Gute Beispiele für diese Sorte sind Goudenband und Monk's Flemish Sour Red Ale. Oud Bruin ist auch in den Niederlanden eine Bierbezeichnung, allerdings handelt es sich dort um süßliche Biere mit wenig Alkohol. Diese sollte man nicht mit dem flämischen Oud Bruin verwechseln.

#### Belgisches Rotbier
Bekannt gemacht durch die Brauerei Rodenbach, die diesen Typ vor mehr als einem Jahrhundert entwickelte. Unterscheidungsmerkmale dieses Bieres sind ein intensiver gedörrtes Malz, eine Gärung mit einer Mischung von 'gewöhnlicher' obergäriger Hefe und einer Milchsäurebakterien-Kultur (derselbe Typ, aus dem auch Joghurt hergestellt wird) sowie die Reifung im Eichenfass. Das Ergebnis ist ein Bier mit ca. 5 % Alkohol, einer tief rötlich-braunen Farbe sowie einem sauren, fruchtigen und intensiven Geschmack.

#### Dubbel/Double
Bier mit zweiter Gärung und feinen Gewürzen (Enghien, Grimbergen Double).

#### Tripel/Triple
Hell oder dunkel, stark eingebraut unter Verwendung alkoholtoleranter Hefen, hoher Alkoholgehalt und intensiver Geschmack (Sint-Idesbald, Brugse Tripel).

#### Quadrupel
Dunkle Biere mit sehr starkem Alkoholgehalt, typisch 9–13 %. Typische Vertreter dieser Kategorie sind Bush ambrée, Rochefort 10, Westvleteren 12 und Straffe Hendrik Quadrupel.

#### Witbier/Blanche
Eine besondere Art von ungefiltertem Weizenbier, das häufig Gewürze wie Koriander und Orangenschale enthält. Einige klassische Beispiele sind Binchoise Blanche, Hoegaarden, Brugse Witte und Steendonk.

#### Saisonbier
Ein leichtes, nur kurz gelagertes Bier mit heller Farbe. Es verfügt über einen dezenten Karamellgeschmack sowie max. 6,5 Vol.-% Alkohol. Hergestellt wird es in der Wallonie in der Gegend um Tournai.

### Spontangärende Biere

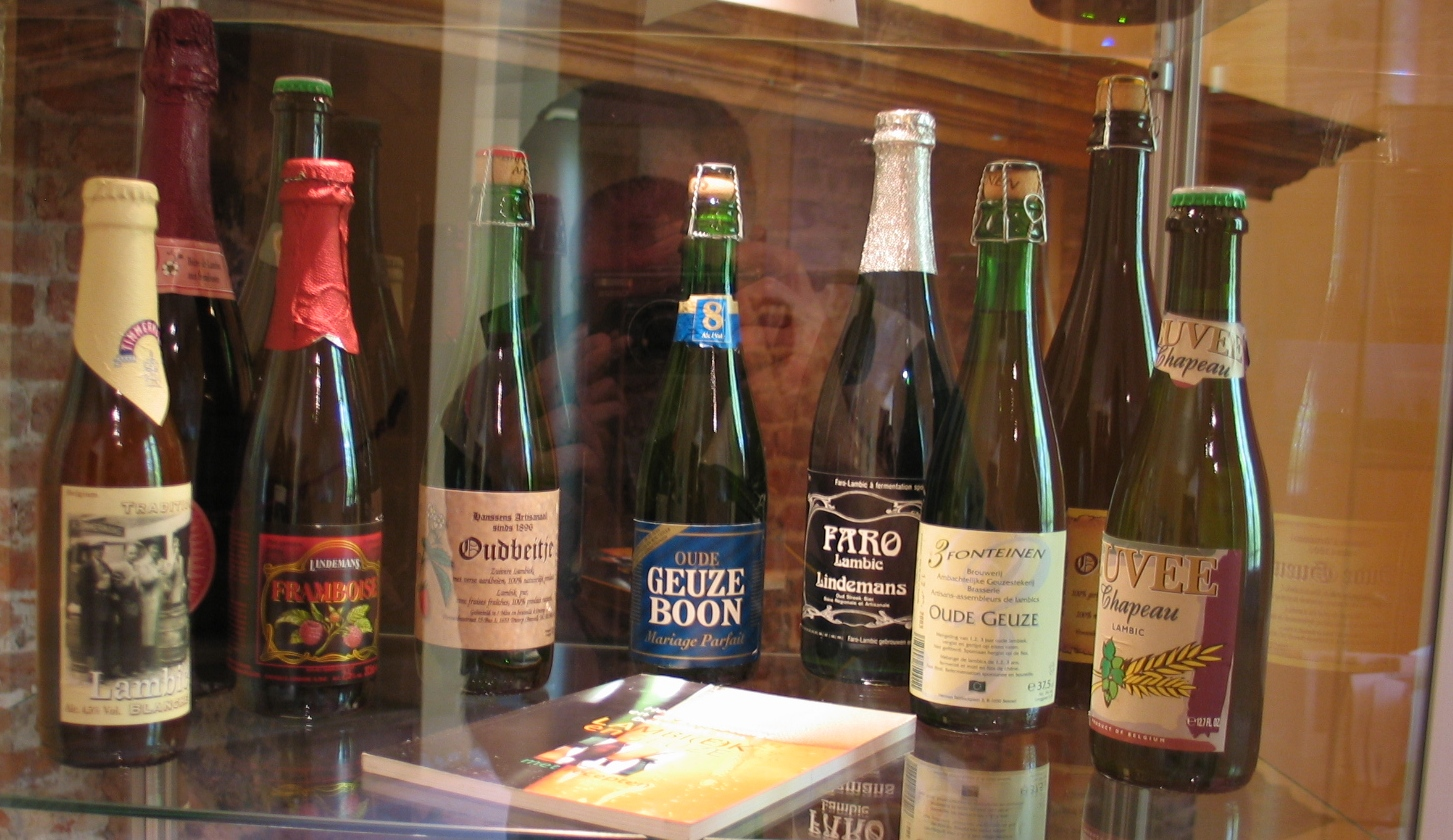
Lambics (Faro, Gueuze, Kriek, Framboise und Fraise der Brauereien Boon, Drie Fonteinen, Hansens, Lindemans, Timmermans und De Troch)

#### Lambic
Einzigartig in Belgien und unterschieden durch ihren sauren Geschmack sind Lambics weder eindeutig obergärig noch untergärig, sondern entstehen durch Spontangärung mittels wilder Hefen der in Brüssel endemischen Stämme Brettanomyces bruxellensis oder Brettanomyces lambicus. Es gibt verschiedene Typen von Lambics. In seiner natürlichsten Form ist Lambic ein im Holzfass während ca. drei Jahren vergorenes Bier, das selten in Flaschen abgefüllt und so nur im Gebiet der Produktion (das Tal der Senne) und in einigen Cafés in und um Brüssel verfügbar ist.

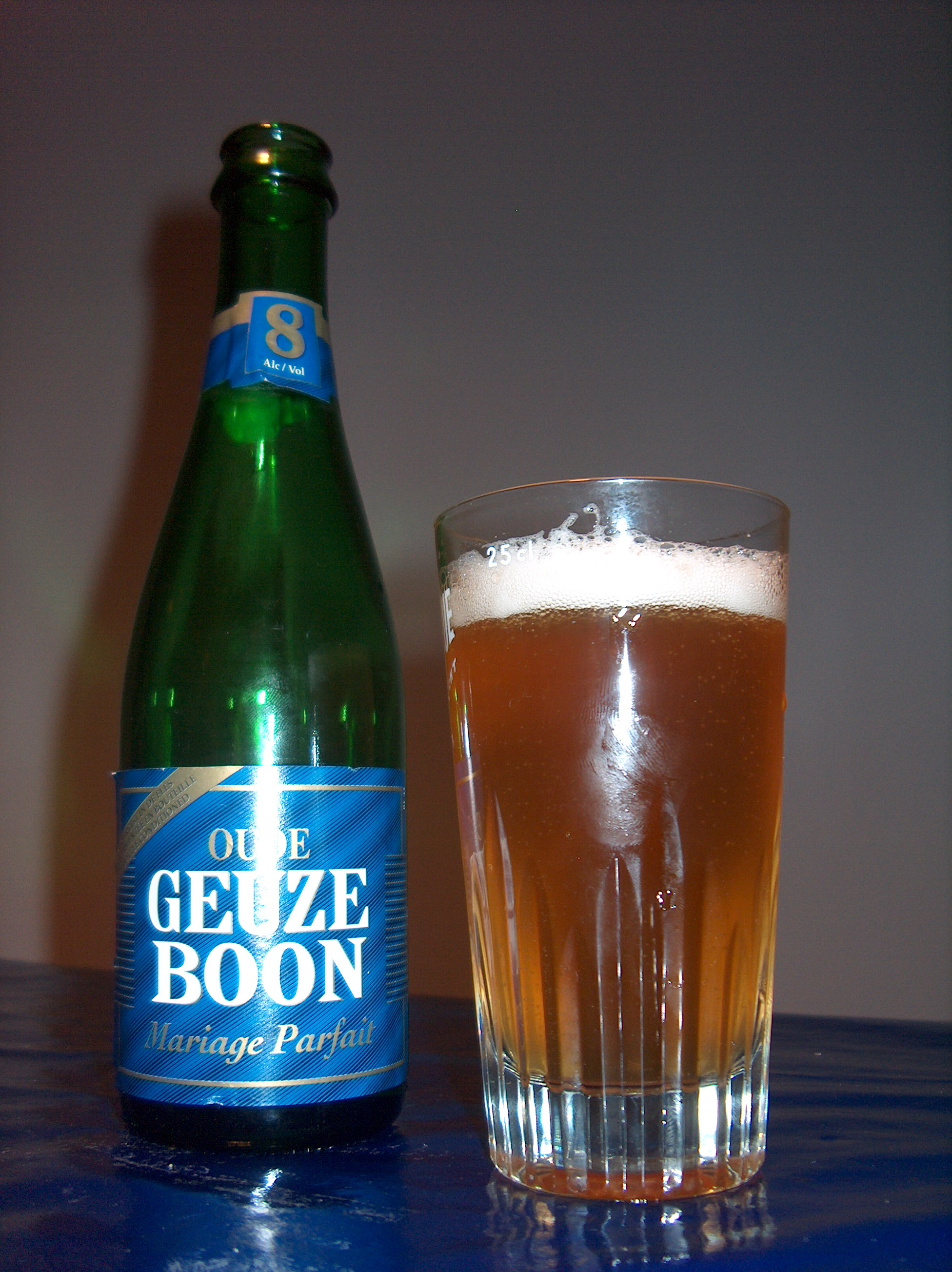
Geuze der Brauerei Boon

##### Geuze / Gueuze
Gueuze, auch wegen der Flaschengärung als Brüsseler Champagner bekannt, ist ein funkelndes Bier, das durch den Verschnitt verschiedener Lambics mit anschließender zweiter Flaschengärung erzeugt wird. 

##### Fruchtlambic
Fruchtige Biere werden hergestellt, indem Lambic mit Frucht oder Fruchtkonzentrat versetzt wird. Der bekannteste Typ ist Kriek mit Kirscharoma. Andere verwendete Früchte sind beispielsweise Himbeere (Framboise oder Frambozen), Pfirsich (Pêche), schwarze Johannisbeere (Cassis) oder Erdbeere.

#### Faro
Faro ist eine alte in Brüssel sehr geschätzte Biersorte. Faro ist rötlich und wird aus mehreren Lambics verschnitten. Bei der Flaschenabfüllung wird Faro nebst Gewürzen wie Pfeffer, Orangenschale und Koriander auch Kandiszucker zur Flaschengärung zugesetzt. In den 1920er-Jahren war Faro fast von Gueuze und Pils vom Markt verdrängt worden.
Faro wird heute jedoch wieder von vielen Brauereien hergestellt.

### Weitere Einordnungen

#### Abteibier
Dies sind obergärige Biere, die entweder noch in Abteibrauereien nach jahrhundertealten Rezepten erzeugt, oder aber in Lizenz von professionellen Brauereien hergestellt werden. In letzterem Fall hat die Abtei keinen Einfluss auf den Herstellungsprozess sowie auf die Vermarktungsstrategie. Die international wohl bekannteste Marke von Abteibier ist das Leffe von Anheuser-Busch InBev. Andere sind Grimbergen, Tripel Karmeliet, Maredsous, Watou, Saint-Feuillien, Floreffe, und Val-Dieu.

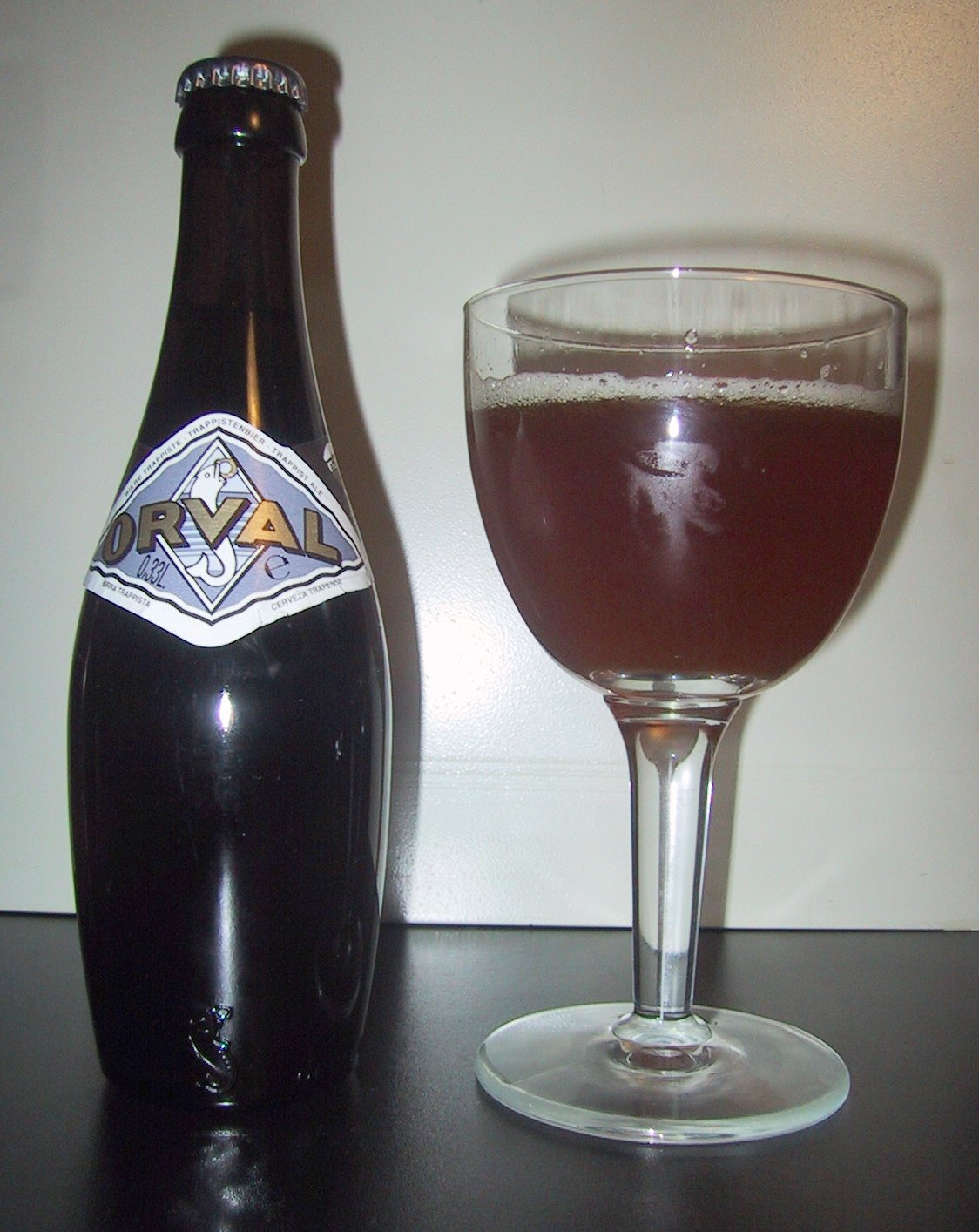
Orval

#### Trappistenbiere
Obergäriges Bier gebraut in einem Trappistenkloster. Um in diese Kategorie qualifiziert zu werden, muss der komplette Produktionsprozess innerhalb des Klosters ablaufen oder durch Trappisten-Mönche beaufsichtigt werden. Dies erfüllen nur acht Klöster, die alle in Belgien, den Niederlanden oder Österreich liegen. Gegenwärtige Trappistenbiermarken sind Achel, Chimay, La Trappe (Niederlande), Orval, Rochefort, Stift Engelszell (Österreich), Westmalle und Westvleteren.